# Apache Stratos
Apache Stratos — розширюваний PaaS-фреймворк (Platform as a service, Платформа як послуга), що надає засоби для запуску застосунків Apache Tomcat, PHP і MySQL у спеціальних оточеннях, запущених поверх поширених хмарних інфраструктур. Stratos надає готове хмарне оточення для розробки, тестування та запуску масштабованих застосунків, беручи на себе виконання таких завдань як автоматичне керування ресурсами, забезпечення оптимального розподілу навантаження, моніторинг та білінг. PaaS-платформа відрізняється від IaaS тим, що працює на вищому рівні, ніж виконання готових образів операційних систем, позбавляючи споживача від необхідності обслуговування ОС і системних компонентів, таких як СУБД, мови програмування, програмні каркаси тощо. У PaaS від користувача потрібно тільки завантаження застосунку, який буде запущено в готовому оточенні, що надається платформою.
З головних особливостей Stratos відзначається:
- Простота розгортання PaaS-інфраструтктури, тестову конфігурацію можна запустити на машині розробника
- Засоби для підтримки багатокористувацьких (Multi-Tenant) PaaS-хостингів застосунків, схожих на App Engine. Платформа надає засоби для контролю споживання ресурсів та координації списання наявних на особовому рахунку коштів
- Спрощені методи формування картриджів для запуску нових типів застосунків. Платформу можна швидко адаптувати для підтримки нових мов програмування, операційних систем і СУБД,
- Нейтральна модель програмування, яка не потребує переробки програм, що запускаються в PaaS
- Автоматичне масштабування при зростанні потреби в ресурсах. Використання Complex Event Processor (CEP) для прийняття рішень про перерозподіл ресурсів у режимі реального часу на підставі правил і стану системи (наприклад, зміна інтенсивності запитів, споживання пам'яті і LA).
- Можливість розподілу інфраструктури по різних хмарним платформам, наприклад, при нестачі ресурсів у локальній приватній хмарі, можливо задіяння потужностей публічних хмарних систем
- Підтримка роботи поверх різних IaaS-оточень, сформованих з використанням таких платформ, як OpenStack, CloudStack, Amazone ES2, SUSECloud і VMWare vCloud. Теоретично Stratos може бути використаний спільно з будь-якою системою для якої доступний API Apache jclouds
- Засоби для швидкого відновлення після збоїв і забезпечення високої доступності. Рішення на базі Stratos можуть забезпечити рівень надійності порядку 99.999%.
- Наявність web- і cli-інтерфейсів для адміністраторів інфраструктури і користувачів-орендарів. Для інтеграції з іншими системами надається REST API.

Початковий код платформи написаний на мові Java і переданий фонду Apache компанією WSO2 у червні 2013. Згодом до розробки Stratos приєдналися Cisco, Citrix і NASA.
У червні 2014 Stratos надано статус первинного проекту Apache.

## Виноски
1. ↑  WSO2 Donates Stratos to the Apache Foundation. Архів оригіналу за 6 червня 2014. Процитовано 5 червня 2014.
2. ↑  The Apache Software Foundation Announces Apache™ Stratos™ as a Top-Level Project. Архів оригіналу за 6 червня 2014. Процитовано 5 червня 2014.
3. ↑  PaaS-фреймворк Stratos получил статус первичного проекта Apache [Архівовано 6 червня 2014 у Wayback Machine.] // opennet.ru 04.06.2014